# Biogeografie van de Filipijnen

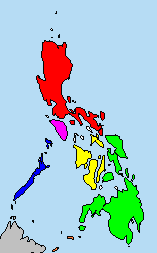
Biogeografische regio's van de Filipijnen.

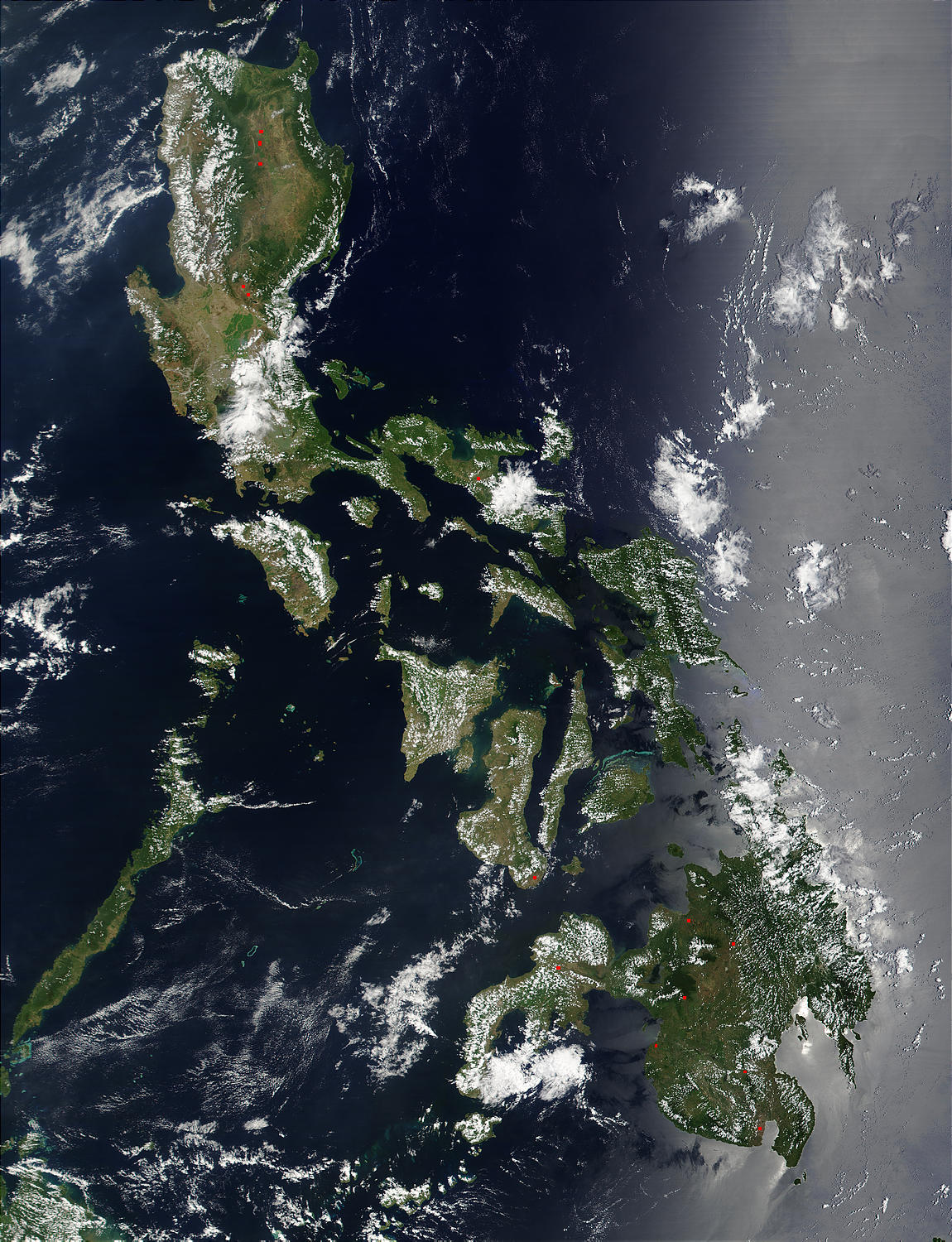
De Filipijnen.

De huidige biogeografie van de Filipijnen vindt haar oorsprong in het ontstaan van de Filipijnse archipel, die voor het grootste deel pas tijdens of na het Mioceen is gevormd. Tegenwoordig kunnen de Filipijnen worden onderverdeeld in vijf grote regio's (Groot-Luzon, Groot-Mindanao, Groot-Negros-Panay, Groot-Palawan en Mindoro) en een aantal kleinere regio's. Deze regio's komen overeen met de eilanden die tijdens de ijstijden van het Pleistoceen bestonden door de lagere zeespiegel. Tijdens het Weichselien waren alle regio's één enkel eiland; tijdens het eerdere Saalien was Groot-Palawan verbonden met Borneo en waren Groot-Luzon en Groot-Mindanao waarschijnlijk ook verbonden, doordat de zeestraat tussen Luzon en Samar, de San Bernardinostraat, die 140 m diep is, droogviel. Afgezien van Groot-Palawan is waarschijnlijk geen enkel deel van de Filipijnen ooit met het vasteland verbonden; daardoor komen veel groepen uit het vasteland niet of nauwelijks in het land voor en is een zeer groot deel van de fauna buiten Groot-Palawan endemisch (bijvoorbeeld alle inheemse niet-vliegende zoogdieren op vier na). Ook de verschillende faunaregio's herbergen zeer verschillende fauna's; zo heeft Groot-Luzon alleen al acht endemische zoogdiergeslachten.
De belangrijke bioregio's Groot-Luzon, Groot-Mindanao, Groot-Negros-Panay, Groot-Palawan en Mindoro zijn bij zowel zoogdieren als vogels en reptielen en amfibieën herkend. Alle hebben ze meerdere endemische soorten. De fauna's van de eilanden binnen deze groepen lijken sterk op elkaar, hoewel Mindanao en Luzon zelf ook een groot aantal endemische soorten hebben. Naast deze grote regio's bestaat er een aantal eilanden(groepen) die in het Pleistoceen niet met een van de grote eilanden verbonden waren. De belangrijkste zijn de Sulu-eilanden in het zuidwesten en de Batanes-Babuyan-groep in het noorden; daarnaast zijn de eilanden Camiguin, Siquijor en Sibuyan ook aparte regio's. Ook deze eilanden herbergen vaak endemische soorten.
Het is waarschijnlijk dat de meeste dieren de Filipijnen binnengekomen zijn vanaf Borneo, via Palawan of de Sulu-eilanden. Een aantal groepen, zoals de eekhoorns en de haaregels, heeft (naast Palawan) alleen Groot-Mindanao bereikt, andere, zoals de buffels (Bubalus) hebben via Palawan en Mindoro zelfs Groot-Negros-Panay bereikt. Een aantal soorten uit de Batanes-Babuyan, zoals Pteropus dasymallus en Crocidura attenuata, is waarschijnlijk via Taiwan het land binnengekomen. Ook Celebes en de Molukken zijn de oorsprong van een aantal Filipijnse vormen, zoals Dobsonia chapmani en Nyctimene rabori.